# Scaled and Icy
| 전문가 평가          | 전문가 평가 |
| 총 점수              | 총 점수     |
| 출처                 | 점수        |
| -------------------- | ----------- |
| AnyDecentMusic?      | 6.0/10      |
| 메타크리틱           | 70/100      |
| 평가 점수            |             |
| 출처                 | 점수        |
| AllMusic             | [ 3 ]       |
| The Arts Desk        | [ 4 ]       |
| Clash                | 7/10        |
| Evening Standard     | [ 6 ]       |
| Financial Times      | [ 7 ]       |
| Gigwise              | [ 8 ]       |
| The Guardian         | [ 9 ]       |
| Kerrang!             | 3/5         |
| The Line of Best Fit | 7/10        |
| NME                  | [ 12 ]      |

《Scaled and Icy》는 미국의 듀오 밴드 트웬티 원 파일럿츠의 여섯 번째 스튜디오 음반이다. 음반은 2021년 5월 21일 퓨얼드 바이 라멘과 엘렉트라 레코드를 통해 발매되었다. 이 음반의 제목은 코로나19 범유행 기간 동안 제작된 음악과 관련된 프런트맨 타일러 조셉의 문구인 "뒤로 물러나서 고립된"에 대한 연극이지만, 이 문구는 이전 음반의 주인공인 《Trench》를 지칭하는 "Clancy is dead"의 애너그램이기도 하다.

## 배경 및 제작
2019년 3월 4일, 다섯 번째 스튜디오 음반 《Trench》가 발매된 지 5개월 만에, 밴드는 다음 스튜디오 음반을 준비하고 있음을 확인했다. 가능한 주제에 대해, 프런트맨 조셉은 "아직 어떤 음반에도 언급되지 않은 캐릭터가 분명히 이야기되어야 할 이야기에서 큰 역할을 하고 있으며, 아마도 우리가 다음에 가야 할 곳일 것이다"라고 말했다. 2020년 4월 9일, 듀오는 〈Level of Concern〉이라는 곡을 발표했는데, 이는 트렌치 발매 이후 듀오에 의한 첫 번째 음악적인 결과였다. 이 노래는 듣는 사람이 어려운 시기에 희망을 잃지 않도록 격려하며, 특히 코로나19 범유행을 암시한다. 2020년 5월 제인 로우와의 인터뷰에서, 조셉은 그들의 다음 음반이 《Trench》의 이야기를 이어갈지 아니면 "중간 음반"이 될지에 대해 불확실성을 표현하며, "저는 《Trench》에 대한 이야기와 그 시점까지 우리가 쌓아온 것을 밖에서, 투어에서, 라이브 쇼를 하지 않고, 팬들과 소통하지 않고는 이용하기 어렵습니다"라고 설명했다.
《Scaled and Icy》는 코로나19 범유행 기간 동안 조셉이 1년 동안 그의 홈 스튜디오에서 작곡하고 주로 제작했으며 드러머 조슈 던은 드럼 트랙을 원격으로 조작했다. 던은 2020년 11월에 두 멤버가 그 시간 동안 서로 다른 장소에 있는 가운데 여전히 "원격적으로" 음반 작업을 하고 있다고 밝혔다. 그는 녹음 과정을 설명했다. "우리 둘 다 스튜디오가 있는데, 정말 좋아요. 그래서 그는 스튜디오에서 많은 것들을 생각해내서 제게 보내고, 저는 여기 제 스튜디오에서 몇 가지 것들을 생각해낸 다음 다시 보냅니다."
《Scaled and Icy》는 조셉의 막내 동생인 제이 조셉이 참여한 첫 번째 정규 음반으로, 그는 제이의 절친한 친구 다섯 명과 함께 〈Never Take It〉, 〈Bounce Man〉, 〈No Chances〉에서 큰 소리로 공연한다.

## 커버 아트
《Scaled and Icy》의 커버 아트는 브랜던 라이크에 의해 디자인되었는데, 그는 또한 《Trench》와 《Blurryface》의 커버 아트를 디자인했다. 그것은 분홍색 바탕에 노란색 불을 내뿜는 비늘 모양의 청록색 용과 오른쪽 상단 모서리에 있는 Ψ 기호를 특징으로 한다. 이 용의 이름은 트래시이며 "영감, 두려움, 마법"을 상징한다. 조셉은 "이 노래들을 그와 같은 강력한 무언가에 묶고 싶다"고 설명했다. 이 생물은 원래 1860년대 영국의 삽화가 월터 크레인에 의해 아동도서로 그려졌다(삽화는 퍼블릭 도메인에 있으므로 밴드가 음반 커버에 사용할 수 있다). 이 용법은 또한 조셉이 그의 집 스튜디오에 보관하고 있는 작은 용 조각상에서 영감을 얻었으며, 조셉은 BBC 라디오 1에 그가 작은 방의 한 가지 디테일에 초점을 맞추면 "그 디테일이 살아날 수 있다"는 아이디어를 표현했다고 밝혔다.

## 투어
2021년 6월 16일, 트웬티 원 파일럿츠는 Takeover Tour를 발표했다. 투어는 콜로라도주 덴버에서 시작되며 밴드는 각 도시에서 1주일을 보내며 대형 공연장뿐만 아니라 작은 클럽에서도 공연을 할 것이다. 투어는 2021년 9월 21일에 시작될 예정이다. 2021년 7월 23일, 아티스트 하프 얼라이브, 어레스티드 유스, 제이 조셉이 미국 투어 개막작으로 발표되었다.

## 곡 목록
모든 곡들은 타일러 조셉에 의해 작사/작곡하였다.
| #   | 제목                | 재생 시간 |
| --- | ------------------- | --------- |
| 1.  | 〈Good Day〉        | 3:24      |
| 2.  | 〈Choker〉          | 3:43      |
| 3.  | 〈Shy Away〉        | 2:55      |
| 4.  | 〈The Outside〉     | 3:36      |
| 5.  | 〈Saturday〉        | 2:52      |
| 6.  | 〈Never Take It〉   | 3:32      |
| 7.  | 〈Mulberry Street〉 | 3:44      |
| 8.  | 〈Formidable〉      | 2:56      |
| 9.  | 〈Bounce Man〉      | 3:05      |
| 10. | 〈No Chances〉      | 3:46      |
| 11. | 〈Redecorate〉      | 4:05      |

## 인증
| 국가                               | 인증 | 판매량/출하량 |
| ---------------------------------- | ---- | ------------- |
| 브라질 (Pro-Música Brasil)         | 골드 | 20,000        |
| 캐나다 (뮤직 캐나다)               | 골드 | 40,000        |
| 영국 (BPI)                         | 실버 | 60,000        |
| 미국 (RIAA)                        | 골드 | 500,000       |
| 판매량+스트리밍을 기반으로 한 인증 |      |               |